# 12e cérémonie des BET Hip Hop Awards
La 12e cérémonie des BET Hip Hop Awards, organisée par Black Entertainment Television, a eu lieu le 6 octobre 2017 et a récompensé les artistes, producteurs et réalisateurs de clips de hip-hop.
La cérémonie a été retransmise sur la chaîne Black Entertainment Television le 10 octobre 2017.
Les nominations ont été annoncées le 15 septembre 2017.

## Performances
- Cardi B
- DJ Khaled
- Flo Rida
- Gucci Mane
- Luke Campbell
- Migos
- Playboi Carti
- Plies
- Rick Ross
- T-Pain
- Trick Daddy
- Trina

## Palmarès
Les lauréats sont indiqués ci-dessous dans chaque catégorie et en caractères gras.

### Vidéo hip-hop de l'année
★HUMBLE. de Kendrick Lamar
- Bodak Yellow de Cardi B
- Wild Thoughts de DJ Khaled featuring Rihanna & Bryson Tiller
- Unforgettable de French Montana featuring Swae Lee
- Mask Off de Future

### Meilleure collaboration pour un duo ou un groupe
★DJ Khaled featuring Rihanna et Bryson Tiller – Wild Thoughts
- French Montana featuring Swae Lee – Unforgettable
- Migos featuring Lil Uzi Vert – Bad and Boujee
- Rae Sremmurd featuring Gucci Mane – Black Beatles
- Yo Gotti featuring Nicki Minaj – Rake It Up

### Meilleure performance live
★Kendrick Lamar
- Cardi B
- Chance the Rapper
- Drake
- J. Cole

### Parolier de l'année
★Kendrick Lamar
- Chance the Rapper
- Drake
- J. Cole
- Jay-Z

### Meilleur réalisateur de vidéo de l'année
★Benny Boom
- Colin Tilley
- Dave Meyers & Missy Elliott
- Director X
- Hype Williams

### DJ de l'année
★DJ Khaled 
- DJ Drama
- DJ Envy
- DJ Esco
- DJ Mustard

### Producteur de l'année
★Metro Boomin
- DJ Khaled & Nasty Beatmakers
- DJ Mustard
- London on da Track
- Mike WiLL Made It
- Pharrell Williams

### MVP hip-hop de l'année
★DJ Khaled 
- Cardi B
- Chance the Rapper
- Jay-Z
- Kendrick Lamar

### Titre hip-hop de l'année
★Bodak Yellow de Cardi B
- Bad and Boujee de Migos featuring Lil Uzi Vert
- HUMBLE. de Kendrick Lamar
- Mask Off de Future
- Wild Thoughts de DJ Khaled featuring Rihanna & Bryson Tiller

### Album Hip-Hop de l'année
★DAMN. par Kendrick Lamar
- Grateful par DJ Khaled
- Future par Future
- 4 Your Eyez Only par J. Cole
- 4:44 par Jay-Z
- Culture par Migos

### Découverte de l'année
★Cardi B
- Aminé
- Kodak Black
- Playboi Carti
- Tee Grizzley

### Hustler de l'année
★Cardi B
- Chance the Rapper
- Diddy
- DJ Khaled
- Jay-Z
- Kendrick Lamar

### Meilleur style hip-hop
★Cardi B
- A$AP Rocky
- Future
- Migos
- Nicki Minaj

### Meilleure mixtape
★Gangsta Bitch Music, Vol. 2 par Cardi B
- Droptopwop par Gucci Mane
- Gas Face par Juicy J
- Playboi Carti par Playboi Carti
- My Moment par Tee Grizzley
- Gotti Made-It par Yo Gotti & Mike WiLL Made It

### Sweet 16: Meilleur couplet d'un featuring
★Nicki Minaj – Rake It Up (Yo Gotti featuring Nicki Minaj)
- Chance the Rapper – I'm the One (DJ Khaled featuring Justin Bieber, Quavo, Chance the Rapper & Lil Wayne)
- Gucci Mane – Black Beatles (Rae Sremmurd featuring Gucci Mane)
- Lil Uzi Vert – Bad and Boujee (Migos featuring Lil Uzi Vert)
- Ty Dolla $ign – Ain't Nothing (Juicy J featuring Wiz Khalifa & Ty Dolla $ign)
- Wiz Khalifa – Ain't Nothing (Juicy J featuring Wiz Khalifa & Ty Dolla $ign)

### Titre marquant
★The Story of O.J. de Jay-Z
- Bodak Yellow de Cardi B
- HUMBLE. de Kendrick Lamar
- DNA. de Kendrick Lamar
- Blessings de Lecrae featuring Ty Dolla $ign
- Who Dat Boy de Tyler, The Creator featuring A$AP Rocky